# Експеримент добрий самаритянин
У 1978 році психологи Джон Дарл і Деніел Батсон провели експеримент, в основу якого лягла біблійна притча про доброго самарянина. Вважається, що священик і левіт не допомогли пораненому тому, що були занадто зайняті своїми релігійними думками, тому розсіяні. Дарл і Батсон висунули три гіпотези і вирішили їх перевірити. Дослідники захотіли дізнатися:
1. Чи дійсно релігійні люди менше схильні допомагати нужденним, ніж ті, чиї думки не зайняті теологічними питаннями?
2. Чи дійсно люди, які поспішають, з меншою ймовірністю стануть комусь допомагати?
3. Чи правда, що люди, які шукають сенс життя в релігії і набувають духовні знання, швидше за інших допоможуть людині, ніж ті, хто звертається до релігії заради особистої вигоди?

Опис експерименту 
В експерименті взяли участь студенти богословської семінарії. Спочатку вони відповіли на питання про їх релігійну приналежність і переконання; на основі цього опитувальника дослідники оцінювали свої припущення. Потім почався експеримент.
Студенти духовної семінарії готуються промовити свою першу в житті проповідь. Для цього їм потрібно пройти в будівлю, що знаходиться в декількох кварталах. Одній групі говорять: «Ви спізнюєтеся, вас чекають вже кілька хвилин, так що краще поквапитися», а інший повідомляють: «У вас в запасі деякий час, але нічого не трапиться, якщо ви прийдете раніше».

Щоб протестувати спосіб мислення, одних студентів проінструктували, що вони обговорять з аудиторією притчу про доброго самарянина, а іншим сказали, що вони будуть говорити про подружню вірність.
По дорозі семінаристи натикаються на людину, яка напівлежить на узбіччі, злегка стогне і кашляє. З тих, кому було рекомендовано поквапитися, лише 10% прийшли на допомогу нещасному (який був спільником психологів). А серед семінаристів, які вважали, що часу у них в надлишку виявилося 63%.
Така маленька деталь, як наявність або відсутність часу, змінила рівень чуйності аж в 6 разів і виявилася сильнішою, ніж моральні якості і релігійне виховання.
Тема проповіді не впливає на поведінку семінаристів: в одному випадку їм потрібно було говорити про допомогу ближньому (на прикладі притчі про самаритянина), в іншому - розповісти про подружню вірність. В обох групах результати були приблизно однаковими.